# フランソワ・アスリノ
フランソワ・アスリノ（フランス語発音: [fʁɑ̃swa asəlino]、1957年9月14日－）は、財務上級監査官でフランスの政治家。2007年3月、フランスの欧州連合・ユーロ圏・北大西洋条約機構からの離脱を訴え、人民共和連合（UPR）を結党する。

## 経歴
1980年にHEC経営大学院を卒業した後、兵役の一環として在日フランス大使館の商務部に任命される。日本での滞在が大変気に入り、在日フランス大使になるのを目指し1982年にフランス国立行政学院に入学、1985年に経済学で次席で卒業。1985年に財務監査官に任命され、1989年から1990年までクレディ・ナシオナルの責任者となる。1991年からピエール・ベレゴヴォワ政権でベルシー（経済・財政・産業省）のアジア大洋州局の室長となる。1994・95年はエドアール・バラデュール内閣のジェラール・ロンゲ産業・貿易相の大臣官房に国際関係の顧問として招聘される。1995年6月、第一次ジュペ内閣のフランソワーズ・ド・パナフュー観光相の大臣官房長を務め、続いて1996年1月から1997年の国民議会の解散まで、エルヴェ・ド・シャレット外相の大臣官房で、アジア、大洋州、中南米、そして経済問題を担当する。1996年のシラク大統領の訪中に同行し、江沢民主席がフランスと中国との関係の強化を勧めたところ、フランスはヨーロッパの統一に向けてヨーロッパの近隣諸国との関係を最重要視しているとシラク大統領が答えた。シラクが北京と上海を結ぶ高速鉄道の建設に際してフランスのTGVの購入を勧めるが江沢民は、数週間前にドイツが高速鉄道を売りにきていたことを述べ、フランスはヨーロッパ諸国と統合するのであればフランスとドイツが競争相手となるのはおかしなことではないかという指摘が帰ってきた。同年の2月、シラク大統領のシンガポール訪問にも同行し、シラクはヨーロッパで単一通貨の形成を目指している旨をリー・クアンユーに伝えたところ、ドイツ人が半永久的に南ヨーロッパの財政赤字を負担するはずがないという返答が帰ってきた。
このような各国元首との接触を通じてアスリノは、EU・ユーロ体制の構築がフランスの主権を政治、経済、産業その他の分野に渡って奪うものであることを目の当たりにすることになる。それらの体験は2007年、フランスのEU・ユーロ体制からの離脱Frexitを目指す政党「人民共和連合」の創設に至らしめるものであった。それに先立ってEU批判派であったドゴール主義者のマリー=フランス・ガロの応援を仰ぐが、政治状況は既に新党の立ち上げが不可能な状況であるとして辞退された。折しも1990年代には東西両ドイツ統一の負荷により恒常的な赤字化に転じていたドイツの貿易収支が、1999年のユーロ導入を契機に急激に黒字化を果たした反面、フランスが黒字から赤字に反転していた時期であった。
フランソワ・アスリノは、1999年に政界に入り、シャルル・パスクワが創立したフランス連合に入党、執行部のメンバーとなり、党の研究局長、そして2005年の秋までスポークスマンを務める。2000年7月27日、オー・ド・セーヌ県会副会長になり、経済と国際情勢を担当。2001年3月、パスクワとジャン・チベリの合意のもと、パリ19区の比例代表の名簿においてトップに指名され、社会党と共和国連合・フランス民主連合と戦い、パリ市議会議員に当選する。同年5月23日からニコラ・サルコジがパスクワに引き継ぐ2004年3月30日まで、オー・ド・セーヌ県会にてパスクワの官房長を務める。サルコジは2004年10月20日に経済・財政・産業省にてアスリノを経済調査官に任命する。アスリノは同年12月20日にパリ市議会の国民運動連合に参加するが、2006年11月3日に脱退する。
2006年11月、アスリノは、Paul-Marie Coûteauxが結成したフランス独立連合の運営委員になるが、3ヶ月後に辞める。
アスリノは、ローマ条約調印の50周年記念にあたる2007年3月25日に人民共和連合を結成する。同年9月に、元国民運動連合メンバーと組んで「自由パリ」という反体制派グループに参加して、国民運動連合・フランソワーズ・ド・パナフューと比例代表で戦うが、プレッシャーから辞退する。

## フランス大統領選挙
アスリノは2012年フランス大統領選挙に立候補すると2011年1月発表し、12月の人民共和連合の総会の折り改めて公言した。しかし、立候補に必要な500人の市長の署名を獲得できず、立候補者の条件を満たすことができなかった。
2017年フランス大統領選挙では有効票の0,92%にあたる332,588票を獲得し、11人いた候補者のうち9番目の得票数となった。選挙戦では、2005年、シラク政権下で行われたヨーロッパ憲法条約の批准の可否を問う国民投票が、54,68%の反対で条約案を否決したにもかかわらず、2008年には、次いで誕生したサルコジ政権が先に国民投票で否決された条約と同様の内容を持つリスボン条約を議会で可決させたことによって今日のEUの状況があることを指摘している。このように民主的に表明された有権者の意志が、政府と議会によって否定されることによって推し進められてきたEUの様々な問題と矛盾が、フランスの市民に重大な負担を強いてきたことを分析している。フランスがEUに拠出している2,300億ユーロ（約3兆円）の内、様々な補助金としてフランスへ還流されるのは1,400億ユーロ（約1兆8千億円）に過ぎず、国内では財政不足を理由に多方面での歳出カットが進められている。そんな中、残りの900億ユーロ（約1兆2千億円）は、EU官僚機構の運営費と東欧諸国への補助金として流れていくことに注意を喚起している。また、モノ、ヒト、カネの移動への制限を禁止しているEU条約の制約により、フランスが産業の空洞化による失業率の上昇と、ルクセンブルク、アイルランド、マルタなどのタックスヘイブンを利用した多国籍企業による納税回避などによる税収の伸び悩みにフランスが苦しんでいることを挙げている。さらにユーロの導入によって通貨の切り下げが不可能になったことにより引きおこされてきたユーロ圏内での貿易バランスの極端な不均衡が、フランスを始めとした南ヨーロッパの国々に重くのしかかってきていることを指摘している。

経済学者ジャック・サピールの試算をもとに、ユーロからの離脱が、もっとも有効な経済再興策であり、同時に失業対策であることにも言及している。ユーロからの離脱によって独自通貨によりフランスが自由な通貨政策を取ることが可能となれば、現在ある400万人規模の失業者を200万人以下に減らすことができるとも指摘している。多様な文化、社会、歴史を持つEU諸国が、独自の特性を活かしながら、互いの連携と協力を進めていける国際関係が重要なのであり、民主的な意志を無視し、一律のルールによって縛られている現在のEU・ユーロ体制からの離脱の必要性を唱えている。2016年6月のイギリスの有権者によるEU離脱を決めた国民投票の結果に従ってイギリス政府によって進められているBrexitへ向けての歩みは、フランスが見習うべき民主的な手続きであるとしている。2005年のフランスの国民投票が、EU憲法条約を否決したという事実を踏まえ、現在失われてしまった政治、経済、外交上の主権と自由を回復するためにフランスがFrexitへ向けて歩んでいくことの重要性を説いている。

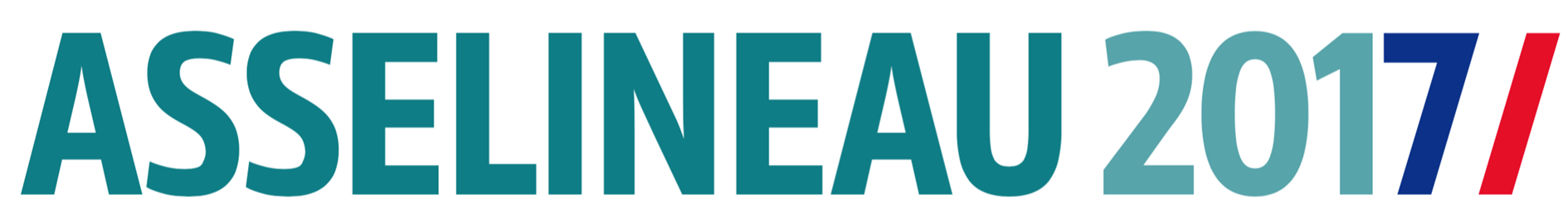
大統領選時のロゴ

## 政治信念
アスリノはフランスの立法権と行政権が欧州委員会に、司法権が欧州司法裁判所に、通貨主権が欧州中央銀行に、外交・軍事が北大西洋条約機構に移譲されている現状を打破するため、欧州連合、ユーロ、NATOから出る必要があると主張する。さらにTF1、フランス郵政公社、エンジー、高速道路、水道等の生活インフラの国有化を提言している。通貨政策は欧州中央銀行に15年間勤めていたヴァンサン・ブルソー（Vincent Brousseau）が担当している。

## フランスのメディア
2012年フランス大統領選挙の際、アスリノはフランスのメディアに取り上げられず、視聴覚高等評議会のルールに違反していると主張した。アスリノの訴えに対して視聴覚高等評議会は形式的な返答を返した次第である。また、フランス語版ウィキペディアにおいてアスリノのページは度々削除されてきた。
2018年5月1日にパリで行われたメーデーの行進には、人民共和連合はアスリノを先頭に約3500人を集めたが、メディアによって一切報じられなかった。

## 言及された日本の刊行物
『世界文学ニュース』No.113、2017年6月30日（世界文学会:http://sekaibungaku.org/images/news113.pdf) ＜2017年フランス大統領選挙：EUは民主主義の危機なのか＞では、次のように評されている：「しかし今回の大統領選で政策面において特に注目できたのは、EUの現状について最も明晰な分析と批判を提示していた「人民共和連合」のフランソワ・アスリノであるといえるだろう。EU、ユーロそしてNATOの三機構からの離脱を明確に掲げて選挙戦を展開していたからである。」
『善隣』No.484、2017年10月1日（国際善隣協会:http://www.kokusaizenrin.com/2017/ogino.pdf) ＜フランス大統領選挙とEU・ユーロ体制＞には、次のような指摘がみられる：「2015年のギリシャの金融危機は、この歪みの顕著な現れであった。しかもこのギリシャ危機の際に、ヨーロッパ当局が見せた対応は、一般の多くの市民を憤らせるものであった。EU当局は、EUの経済規模の3%に過ぎないギリシャの財政危機を、EU内の相互援助によって救おうとする意思を示さなかったばかりか、ギリシャ市民の民主的な意志をEU官僚制の意志が踏みにじるものとなったのである。（…）このようなEU当局の強圧的な対応に、EU諸国の多くの市民が不安を覚えるとともに、反抗の意志を奮い起こしたとしても不思議ではなかった。ギリシャ危機からほぼ一年が経過した2016年6月24日、その反抗の意志はイギリスで確認された。この日、イギリスの有権者たちは、EU離脱か残留かを問う国民投票で離脱を意味するBrexitを選んだ。（…）EUの現状を理解する上で欠かすことのできないことは、各国の主権がEUに移譲されてきたことによりギリシャ危機に見られたように、民主主義の危機ともいえる状態に立ち至っている現実に対する認識である。それを象徴的に示すものにEU委員会が毎年発表している経済政策に関するガイドライン（GOPE：Grandes Orientations de Politiques Economiques）がある。（…）ソビエト体制の末期にも比較される現在のEUの状況のなかで、フランスの主権と民主主義をEUから奪還しようとする新しい政治の顔ともいえるアスリノ候補の政策には、新自由主義型の政策からの転換を図る具体的な政策が見られる。」
2019年に『崩壊した「中国システム」とEUシステム』という著書をフランスの歴史学者エマニュエル・トッド、社会工学者の藤井聡、新聞記者の田村秀男等との共著として出している。